# Nausicaä från Vindarnas dal

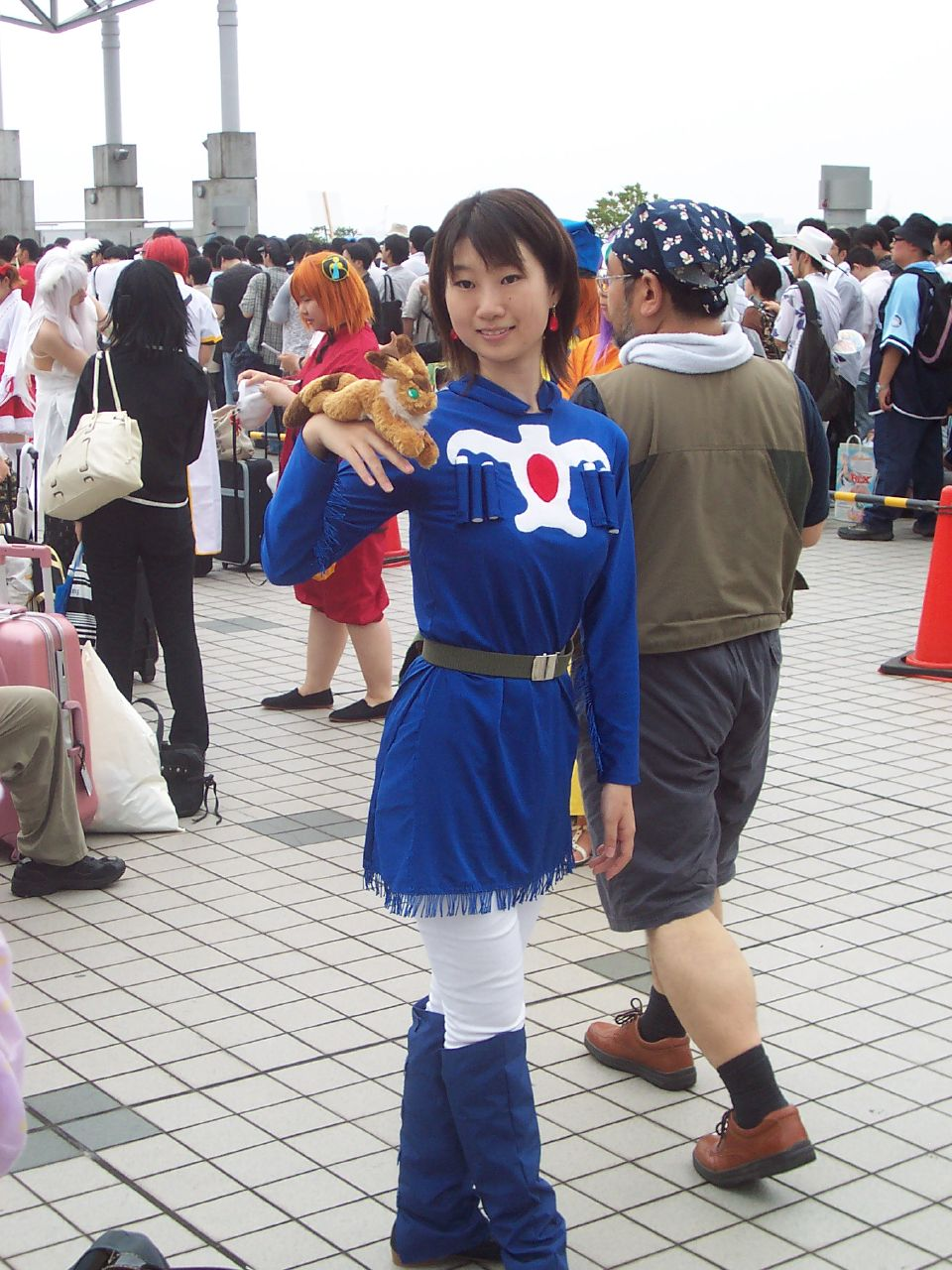
En kvinna som cosplayar som Nausicaä.

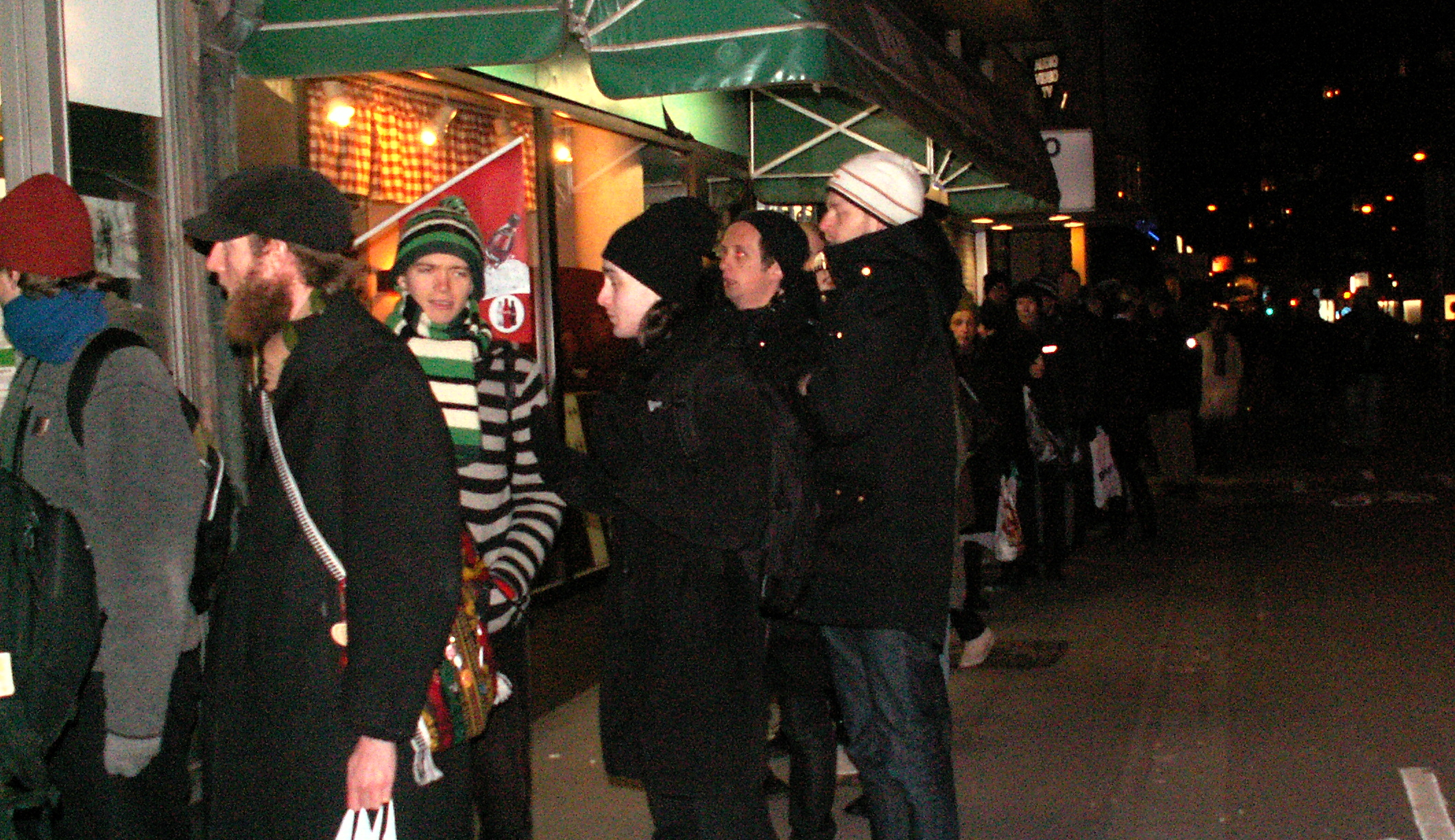
Biljettkö längs trottoaren utanför Bio Capitol i Göteborg, vid den svenska bio(smyg)premiären 17 februari 2009.

Nausicaä från Vindarnas dal (japanska: 風の谷のナウシカ?, Kaze no tani no Naushika) är en japansk animerad långfilm från 1984. Filmen har manus och regi av Miyazaki Hayao och är en bearbetning av Miyazakis egen manga som han påbörjat två år tidigare. Den producerades på animationsstudion Topcraft, som därefter skulle komma att bilda stommen i det nybildade Studio Ghibli. Filmen har sänts i svensk tv år 2001.
Filmen utspelar sig på jorden i ett framtida "efter katastrofen"-scenario. En total ekologisk katastrof har inträffat, stora växande öknar breder ut sig och en massiv biologisk förruttnelse blir alltmer omfattande. Berättelsens huvudperson lever i en fredlig och grönskande dal, självständig från spridda rester av åter kämpande supermakter.

## Titel
Huvudpersonens namn i den svenska utgåvan, "Nausicaä", följer den engelska versionen från manga och anime, som i sin tur följer äldre engelska utgåvor av Odysséen (se Nausikaa) och Bernard Evslins böcker om grekisk mytologi. Evslins tolkning av Homeros figur är anledningen till att Miyazaki valde namnet åt sin huvudperson. Stavningen med "ä" är alltså inte en mystifikation, till skillnad från användningen av ä och ö hos rockgrupper som Motörhead, utan ett försök att markera uttalet i en ålderdomlig transkription av homerisk grekiska. Tecknet "ä" används ofta i engelskspråkig litteratur som uttalsangivelse för det som i IPA markeras som /ɑ/, det vill säga det första vokalljudet i svenska ordet bana. jämför trema.

Namnet bör uttalas /nawsikaə/, där det sista tecknet är ett kort ö-ljud. Både Nausicaä och det japanska Naushika (uttalat /nauɕika/) är approximeringar av grekiskans Ναυσικά, där betoningen är på slutvokalen. Det faktiska uttalet av Miyazakifigurens namn i talad engelska varierar, med s- eller sje-ljud och långt eller kort k-uttal.

## Mangan
Filmen är en bearbetning av mangaserien med samma namn, också den skapad av Miyazaki Hayao. Mangan sträcker sig över motsvarande sju samlingsvolymer och avslutades först 1994. Den tecknades under en tolvårsperiod, med avbrott för filmarbete på Studio Ghibli och förpublicerades i animationstidningen Animage. Mangan har sammanlagt sålt över 10 miljoner exemplar i Japan.
Filmens handling baserar sig på material motsvarande de två första samlingsvolymerna av mangan.
Miyazaki Hayao var tvungen att göra en serie först, eftersom det inte gick att hitta finansiering till en film som inte baserades på en manga. Sedan utarbetade Miyazaki sin manga till en komplex framtidskrönika som inte skulle behöva bli till film. Först efter övertalning, bland annat från Animage-redaktörerna, gick han till slut med på att göra film av Nausicaä-berättelsen, det vill säga den del som han då hunnit teckna som manga.
Det finns en hel del skillnader mellan mangan och filmen. I mangan är figurerna mer utarbetade och miljömedvetandet mer sofistikerat, inte helt olikt den komplexa världsbilden i Prinsessan Mononoke (ett projekt som för övrigt också har sina rötter i tidigt 1980-tal). Nausicaä är i mangan porträtterad som en person med stora, inte alltid helt förklarade krafter. Här finns också en hel del filosofiskt resonerande, med koncept som fatalistisk nihilism, Gaia och kampen mot stormakternas militaristiska strävanden.

## Filmens handling
Historien utspelar sig 1 000 år efter de "sju dagarna av eld", den händelse som förstörde den mänskliga civilisationen och det mesta av jordens ursprungliga ekosystem. Spridda mänskliga bosättningar överlever, isolerade från varandra av Förfallets hav (japanska 腐海, fukai: "ruttna havet") som är en dödligt giftig djungel av svampar med giftiga sporer, och med svärmar av jättelika insekter, som samlats till synes enbart för att föra krig.
Huvudpersonen, Nausicaä (ナウシカ, Naushika, Nausikaa), är en karismatisk ung prinsessa från den fridfulla Vindarnas dal. Hennes namn är taget från prinsessan Nausikaa som hjälpte Odysseus. Delar av rollfigurens personlighet kommer från en japansk folkhjälte, "prinsessan som älskade insekter".
Trots att hon är en driven slagskämpe är Nausikaa samtidigt human och fredsälskande. Hon har den ovanliga gåvan att kunna kommunicera med jätteinsekterna (särskilt med Oomu, de gigantiska, bepansrade, gråsuggelika kryp som är de intelligentaste varelserna i Förfallets hav). Man lägger också märke till hennes empati gentemot djur, inklusive människor och annat liv. Som en intelligent flicka, inspirerad av mentorfiguren Yupa, en ronin-typ med stor visdom, så utforskar Nausikaa ofta Förfallets hav. Hon utför vetenskapliga experiment i försök att förutsäga den sanna naturen och ursprunget till den giftiga värld hon lever i. Utforskningarna underlättas av hennes förmåga att rida på vindarna – hängflygning med en avancerad jetstråle-driven maskin kallad måsen.
"De Gyllene krigarna" (kyoshinhei) är ett av de dödliga enorma biologiska vapen som användes i det forna kriget. Ett embryo till en sådan stridsmaskin uppdagas och leder till osämja mellan två stater, vilken utvecklar sig till ett krig som kommer att utspelas i Vindarnas dal. Dalens fridfulla invånare blir indragna och läget försämras, när striden om att äga den Gyllene krigaren eskalerar utom kontroll, och Förfallets hav slår tillbaka mot de som ämnar attackera det.
Historien rymmer djupare innebörd än dess krigsskildring, och det finns både humanistiska och ekologiska undermeningar i Miyazakis berättelse. Till och med insekterna förefaller arbeta för någon sorts hemlig harmoni, medan den dödliga svampskogen verkar ha en vital roll i jordens nya ekosystem.

## Oomu
Oomu är en av de jättelika sorters "leddjur" som befolkar Nausicaäs förorenade värld och den som har den största rollen i handlingen. Oomu kan vandra fram i långa tåg, och de byter ögonfärg från blått till rött när de är arga. Dessa djur har en mängd stora ögon på framkroppens ovansida, och i övrigt ser de ut som en korsning mellan gigantiska gråsuggor och klotdubbelfotingar, eller fjällborstsvansar. De har gråsuggornas skrovliga sköldar (segment) men klotdubbelfotingarnas stora antal fötter. De stora ögonens hornhinnor kan hos döda exemplar hackas loss för att användas som skyddande huv på cockpit eller liknande på ett flygplan; Nausicaä gör just detta i början av mangan.

## Rollista
I den följande listningen finns röstskådespelarna från 1984 års japanska originaldubbning och 2005 års engelska nydubbade version
.
- berättare ♂ (japansk röst: –; engelsk röst: Tony Jay)
- Nausicaä ♀ (Sumi Shimamoto, Alison Lohman, Beatrice Järås )
- Yupa-sama ♂ (Naya Gorō, Patrick Stewart, Peter Harryson)
- Obaba ♀ (Kyōda Hisako, Tress MacNeille)
- Mito ♂ (Ichirō Nagai, Edward James Olmos)
- Kung Jihl ♂ (Tsujimura Mahito, Mark Silverman)
- Teto (Yoshida Rihoko, –)
- Muzu ♂ (–, James Arnold Taylor)
- Prins Milo ♂ (–, Cam Clarke)
- Gikuri/Gikkuri ♂ (Yanami Jōji, Jeff Bennett)
- Gol/Goru ♂ (Kōhei Miyauchi, Frank Welker)
- Lastelle/Rastel ♀ (Tominaga Miina, Emily Bauer)
- Asbel ♂ (Matsuda Yōji, Shia LaBeouf)
- Pejites borgmästare ♂ (Terada Makoto, Mark Hamill)
- Lastelles mor ♀ (Tsuboi Akiko, Jodi Benson)
- stadsbo i Pejite ♂ (Bin Shimada, –)
- Kushana ♀ (Sakakibara Yoshiko, Uma Thurman)
- Kurotawa ♂ (Kayumi Iemasa, Chris Sarandon

## Filmproduktionen
Filmen producerades på den japanska animationsstudion Topcraft. Till följd av framgångarna med filmen föddes tankarna på att göra en liknande film, och Topcraft-personal kom att bilda stommen i Studio Ghibli som bildades året därpå. Den nya studions första film kom att bli 1986 års Laputa – slottet i himlen.

### Tekniska fakta
- Produktionstid – maj 1983–mars 1984
- Antal animationsceller – 56 078
- Antal använda färger – 263
- Speltid –117 (116) minuter
- Budget – USD 1 000 000
- Intäkter (på bio i Japan under 1984) – JPY 742 000 000 (915 000 biljetter)

Källor: 

## Distribution
Filmen släpptes 1984 i Japan, men först 2005 kom den ut i USA och därefter Europa. Filmen visade svensk tv på 2001 och senare svensk premiär (förhandsvisning) skedde 17 februari 2009. Då får man bortse från Warriors of the wind (på svenska Vindens krigare), en kraftigt förkortad, dubbad amerikansk videoutgåva från 1980-talet som Ghibli inte vill kännas vid och har bett sina fans att glömma.

### Vindens krigare
Vindens krigare är en nedklippt och svenskdubbad version för 1980-talets svenska hyrvideomarknad, översatt från den amerikanska Warriors of the Wind. Prinsessan heter här, i likhet med i den amerikanska versionen, Zandra. I den svenska dubbningen medverkar bland andra Peter Harryson och Beatrice Järås.